# Bombenanschlag bei den Olympischen Spielen 1996
Am 27. Juli 1996 wurde ein Bombenanschlag auf die Olympischen Spiele in Atlanta verübt. Als Täter wurde Eric Rudolph, ein Aktivist der christlich-extremistischen Terrororganisation Army of God, überführt; das Attentat forderte zwei Menschenleben und 111 Personen wurden verletzt.

## Vorgeschichte
Im Jahr 1996 wurden die Olympischen Sommerspiele in Atlanta, Vereinigte Staaten, ausgetragen. Zu diesem Zweck wurden das Centennial Olympic Stadium als Austragungsort und der Centennial Olympic Park als Besuchergelände angelegt.

## Anschlag
Am 27. Juli 1996 brachte Eric Rudolph, ein Aktivist der Army of God, einen aus drei verbundenen Rohrbomben bestehenden Sprengsatz mit einem Gewicht von über 18 Kilogramm im Centennial Olympic Park zur Explosion. Die durch Fernzündung gesprengten Bomben enthielten Nägel als Schrapnelle und Dynamit als Sprengstoff. Obwohl der Sprengsatz kurz vor der Detonation unter einer Sitzbank entdeckt und noch die Evakuierung des Tatortes eingeleitet worden war, konnte das Gelingen des Attentats nicht mehr verhindert werden. Die Rohrbomben zündeten nahe einer Konzerttribüne, auf der sich gerade mehrere tausend Besucher aufhielten.

### Opfer
Die 44-jährige Passantin Alice Hawthorne aus dem US-Bundesstaat Georgia erlag ihren Verletzungen noch am Tatort; ihre Tochter wurde verletzt. Melih Uzunyol, 40, ein türkischer Kameramann, verstarb kurz nach der Explosion an Herzversagen. Insgesamt erlitten 111 Menschen teils schwere Verletzungen.

### Täter
Der Täter Eric Rudolph war bereits als Jugendlicher durch Holocaustleugnung und andere antisemitische Äußerungen sowie Drogenhandel aufgefallen. Verbindungen zu der rechtsextremen Sekte Christian Identity, an die lange geglaubt wurde, ließen sich während der Ermittlungen gegen ihn nicht nachweisen. Der römisch-katholische Rudolph bestritt jede Verbindung mit Christian Identity.
Über seinen Einsatz gegen den in den USA damals noch bundesweit legalen Schwangerschaftsabbruch gelangte er schließlich zur christlich-fundamentalistisch orientierten Terrorgruppe Army of God, die bereits durch Morde, Brandstiftungen und Geiselnahmen bekannt war und diese mit einem angeblichen „Abtreibungsholocaust“ durch ihre Opfer begründete.
Übereinstimmend mit den Lehren der Army of God stellte Rudolph seine Anschläge als Protest gegen Schwangerschaftsabbruch und die gesellschaftliche Akzeptanz praktizierter Homosexualität dar. Diese bezeichnete er in Übereinstimmung mit seinen religiösen Haltungen als „aberrant sexual behavior“ (abweichendes sexuelles Verhalten). Er behauptete, nichts Persönliches gegen seine Opfer zu haben, aber auch kein Bedauern und keine Gnade zu empfinden.

### Hintergründe
Wie schon die Olympischen Sommerspiele 1972, die durch die Geiselnahme von München und die nachfolgende Ermordung israelischer Sportler überschattet wurden, wurden auch die Sommerspiele in Atlanta nicht abgebrochen.

## Ermittlungen und Fahndung
Die Ermittlungen richteten sich zunächst gegen den Wachmann Richard Jewell, der die Bombe entdeckte, die Polizei verständigte und die Evakuierung des Tatortes unterstützte. Diese gelang nicht vollständig bis zum Explosionszeitpunkt, wodurch die Zahl der Betroffenen zwar verringert wurde, aber nicht alle Personenschäden vermieden werden konnten. Kurz nach der Tat wurde er selbst verdächtigt, die Bombe gelegt zu haben; er habe das Attentat selbst begangen, um sich als Held darzustellen. Zwar wurde er vom FBI nie offiziell als Beschuldigter geführt, aber mehrere (erfolglose) Zivilklagen gegen ihn wurden angestrengt und in der Presse kam es zu Vorverurteilungen. 
Erst am 31. Mai 2003 wurde der tatsächliche Attentäter Eric Rudolph gefasst und gestand unter anderem den Anschlag bei den Olympischen Spielen, wodurch die übrigen Verdächtigten endgültig rehabilitiert wurden. Jewell starb am 29. August 2007 nach einer schweren Erkrankung im Alter von 44 Jahren in Atlanta. Die Ermittlungen um Jewell wurden Gegenstand des 2019 erschienenen Spielfilms Der Fall Richard Jewell.

## Strafprozess und Urteil
Sieben Jahre nach seinem Untertauchen und zwei Jahre nach seiner Verhaftung in Murphy, North Carolina, erhielt Rudolph am 8. April 2005 eine vierfache lebenslange Freiheitsstrafe im Bundesgefängnis ADX Florence im US-Bundesstaat Colorado. Eine vorzeitige Haftentlassung wurde ausgeschlossen. Nach einem Deal mit dem zuständigen Gericht verzichtete dieses auf die Verhängung der Todesstrafe, nachdem Rudolph den Ermittlungsbehörden seine restlichen Sprengstoffdepots offenbart hatte.